# Список базилік Мальти
Список базилік Мальти — це список католицьких храмів Республіки Мальта, яким Ватиканом присвоєно титул «Мала базиліка». Цей почесний титул присвоюється папою на ознаменування давнини храму, його історичної важливості або значимості як паломницького центру.
Станом на початок 2013 року вісім мальтійських храмів мали титул «Мала базиліка».
| № | Місце                 | Назва базиліки                                                                                        | Час Заснування | Дата Присвоєння титулу | Фото     | Дієцезія           |
| - | --------------------- | --- | -------------- | ---------------------- | -------- | ------------------ |
| 1 | Валлетта, о. Мальта   | Базиліка Діви Марії Порто-Сальво та Святого Домініка (мальт. Parrocca Matrici u Bazilika San Duminku) | 1571 рік       | 24.03.1816             |          | Архиєпархія Мальти |
| 2 | Валлетта, о. Мальта   | Базиліка Діви Марії Кармельської (мальт. Santwarju Bazilika Tal-Madonna Tal-Karmnu)                   | 1573 рік       | 14.05.1895             |          | Архиєпархія Мальти |
| 3 | Сенглеа, о. Мальта    | Базиліка Різдва Діви Марії (мальт. Knisja Kolleggjata Arcipretali Ta' Marija Bambina)                 | 1580 рік       | 10.11.1920             |          | Архиєпархія Мальти |
| 4 | Арб, о. Гоцо          | Базиліка Пресвятої Діви Марії Та'Піну (мальт. Santwarju tal-Madonna ta' Pinu)                         | XVI століття   | 10.08.1932             | безрамкі | Єпархія Гоцо       |
| 5 | Біркіркара, о. Мальта | Базиліка Святої Єлени (мальт. Knisja Kolleggjata Parrokkjali Ta' Sant' Elena)                         | 1727 рік       | 18.01.1950             |          | Архиєпархія Мальти |
| 6 | Вікторія, о. Гоцо     | Базиліка Святого Георгія (мальт. Bazilika San Ġorġ)                                                   | 1672 рік       | 06.09.1958             |          | Єпархія Гоцо       |
| 7 | Надур, о. Гоцо        | Базиліка Святих Петра та Павла (англ. Basilica of Sts. Peter and Paul)                                | 1760 рік       | 26.06.1967             |          | Єпархія Гоцо       |
| 8 | Шаара, о. Гоцо        | Базиліка Різдва Благословенною Діви Марії (англ. Basilica of the Nativity of the Blessed Virgin Mary) | 1815 рік       | 26.08.1967             |          | Єпархія Гоцо       |